# Топольное (Солонешенский район)
Топо́льное — село в Солонешенском районе Алтайского края России, административный центр Тополинского сельсовета. Расположено на реке Ануй.

## География, климат
Село Топольное находится в предгорье Алтая, высота над уровнем моря — 590 метров. Общая площадь — 69,7 га. Село расположено вдоль реки Ануй, которая делит его на две части.
Топольное расположено у подножия Бащелакского хребта возле горы Будачиха. Её высота составляет более 1949 м. Рядом находится территория Бащелакского государственного заказника.
Транспорт
Через село проходит автомобильная трасса Бийск — Усть-Кан, есть регулярное автобусное сообщение.
Расстояние до
районного центра Солонешное — 20 км.
города Бийск — 158 км.
города Барнаул — 320 км.
Климат
Климат резко континентальный. Средняя температура января −18,3, июля + 17,9. Годовой уровень атмосферных осадков — 600—610 мм.

## История
По данным Ю. С. Булыгина, село основано в 1829 году. По рассказам старожила Иосифа Дмитриевича Горянского (1918 г.р.) его в 1737 г. основали «раскольники-старообрядцы из Московской и Владимирской губерний».
Если большинство сёл Алтайского края расширялось за счет переселенцев из центральной России, то в Топольное приезжали, в основном, староверы из Томской, Пермской, Тобольской и других областей. Поэтому потомки подавляющего большинства жителей — выходцы из Урала и Сибири, приверженцы старообрядчества. На Алтае они пытались скрыться от преследования властей. Несмотря на то, что официальная церковь боролась с расколом, старообрядцы упорно придерживались своего вероисповедания.
В 1834 году в нём насчитывалось 166 хозяйств, в которых проживало 88 человек мужского пола и 78 — женского.
К 1858 году мужское население села увеличилось до 246 человек.
В 1882 году в селе было 115 дворов, а к 1893 году число хозяйств увеличилось до 141, население составило 464 мужчины и 311 женщин.
В 1917 году в селе насчитывалось уже 277 хозяйств, а население составляло 2333 человека, 76 % которых были старожилами.
В селе проживали выходцы из 11 губерний России: Воронежской, Тамбовской, Полтавской, Оренбургской, Рязанской, Вятской, Пензенской. 67 % переселенцев были выходцами из Томской губернии.
Село являлось одним из центров старообрядческого согласия стариковцев-часовенных, собиравшихся в молитвенном доме.
Сегодня жители села занимаются фермерством, держат скот и птицу, развивают сельский туризм. В селе имеется магазин, есть библиотека, дом традиционной народной культуры, ДК и сельский клуб в микрорайоне Горная ферма, почта, муниципальная средняя общеобразовательная школа.

## Население
| 1926  | 1997  | 1998  | 1999  | 2000  | 2001  |
| ----- | ----- | ----- | ----- | ----- | ----- |
| 2312  | ↘1202 | ↗1226 | ↘1185 | ↗1215 | ↘1148 |
| 2002  | 2003  | 2004  | 2005  | 2006  | 2007  |
| ↘1113 | ↘1095 | ↘1093 | ↘1066 | ↘1034 | ↗1058 |
| 2008  | 2009  | 2010  | 2011  | 2012  | 2013  |
| ↘1000 | ↗1048 | ↘1039 | ↘1030 | ↘1009 | ↘991  |

## Галерея

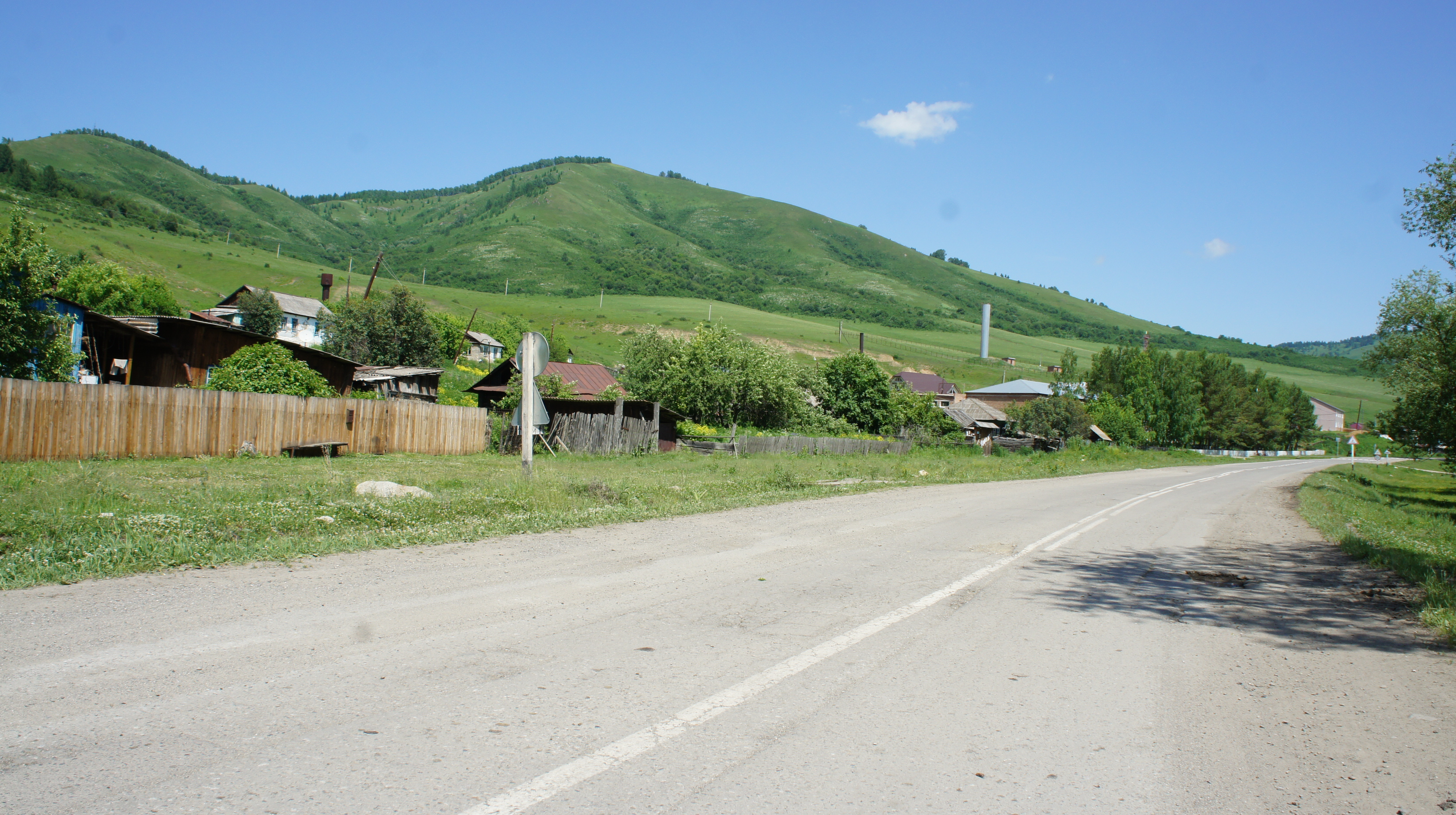
Топольное в июне
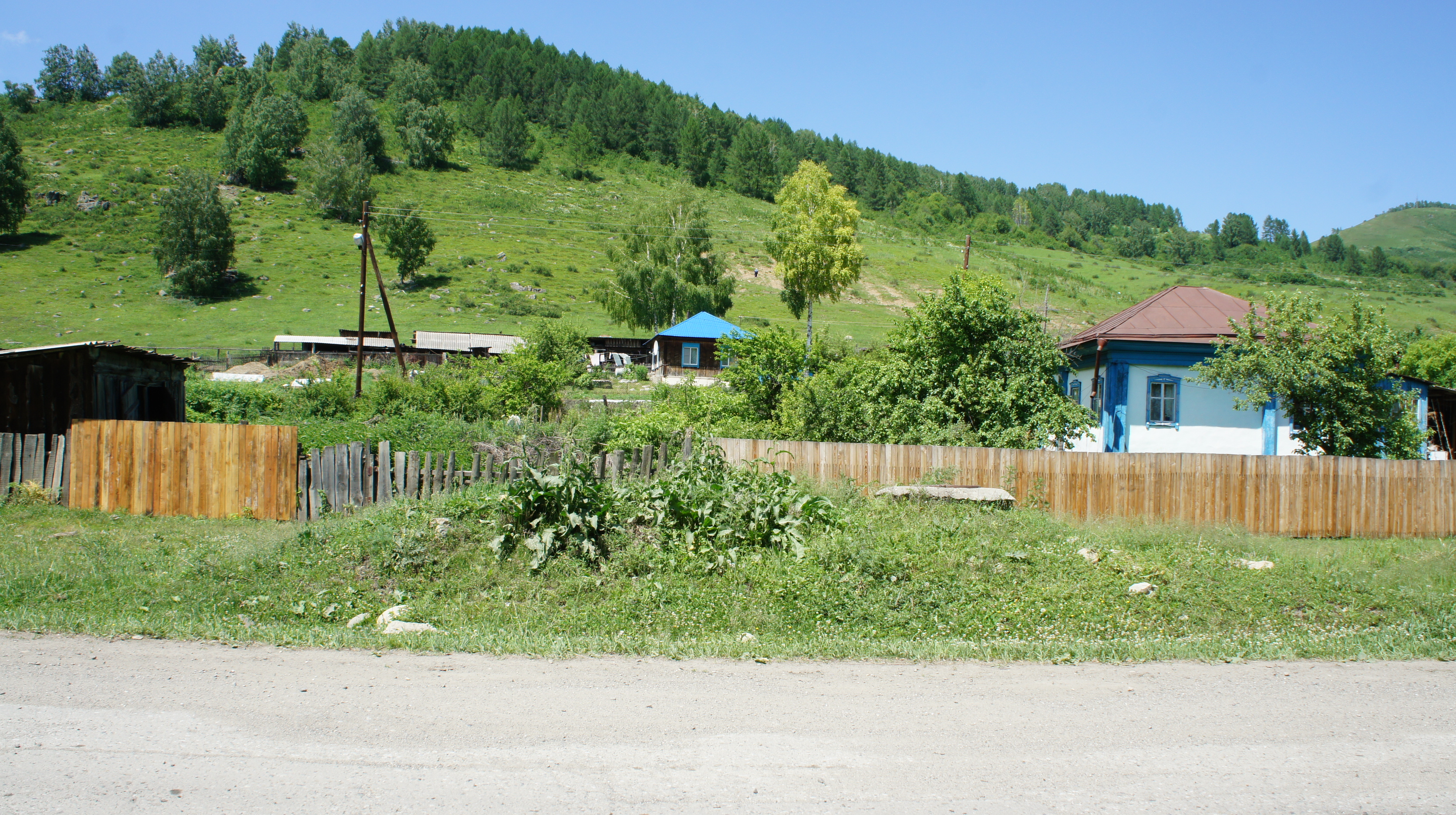
улочка в Топольном
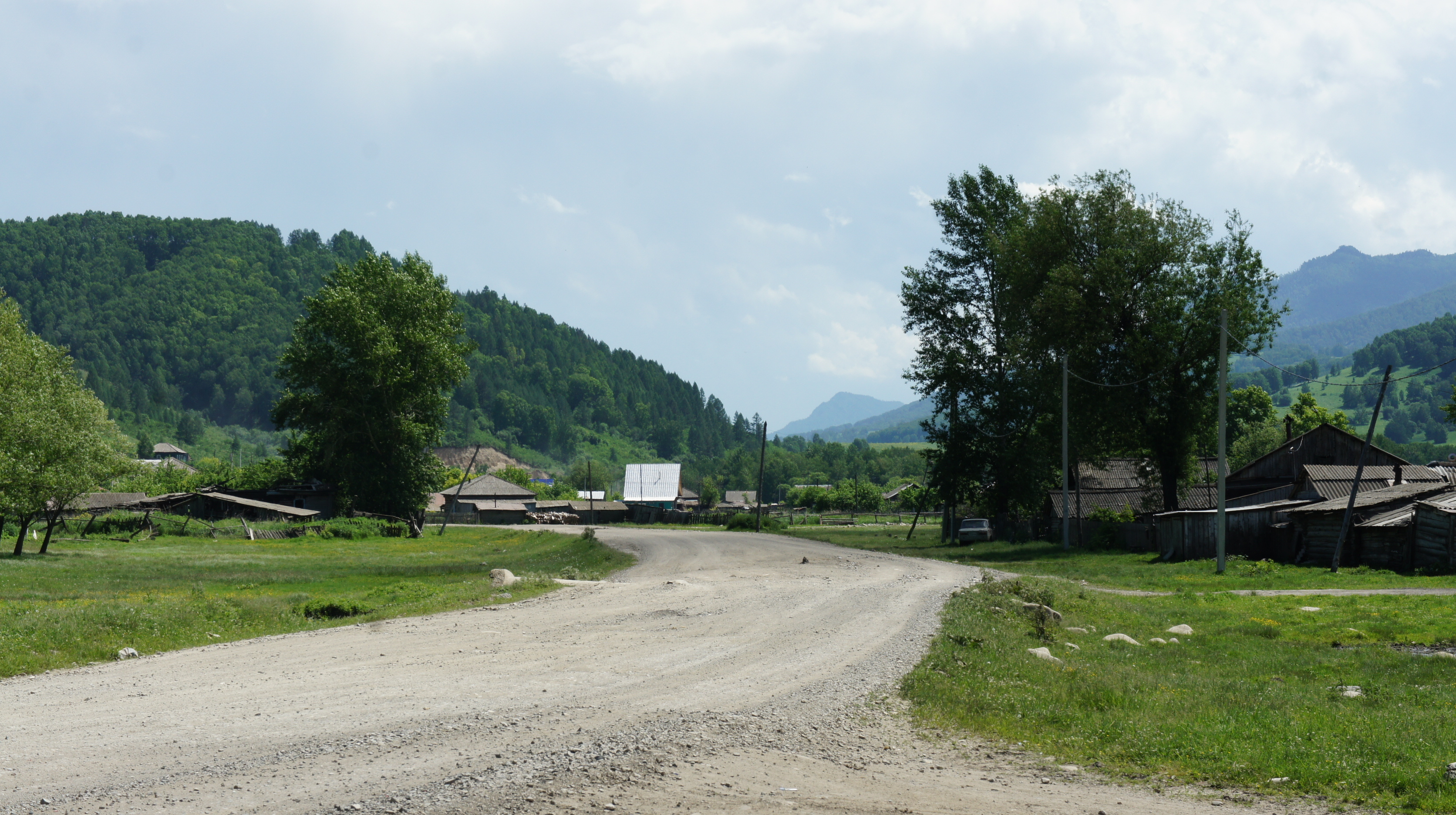
в Топольном

## Туризм
Возле Топольного расположены живописные покрытые лесом горы. Несколько туристических маршрутов ведут на реку Шинок и каскад водопадов (один из них высотой 72 м). Туристические маршруты расходятся в разных направлениях ― к «Денисовой пещере» (в 4 км от села Топольное); урочищу «Аската»; «Великой стене» на Бащелакском хребте; пещере имени Окладникова; древнейшим на территории России поселениям: стоянкам открытого типа первобытных людей времён палеолита (Карама, Усть-1 Каракол, Ануй-1- 3 и др); курганам кочевников древнего мира. Гора Будачиха возле села хранит следы тропы, по которой шли паломники — буддийские монахи из Тибета к сакральным местам Алтая.
В селе находится этнокультурный центр, построенный по проекту «Зелёный дом». Дом-музей «Русская горница» и фольклорный коллектив проводят экскурсии, знакомят со старинными русскими традициями староверов, приглашают принять участие в играх и забавах предков, а также отведать блюда традиционной русской кухни. Дом, в котором находится музей, построен в 1850 году. Бывшая лавка зажиточного купца Голованова, одного из жителей села Топольного в XIX веке, хранит сегодня экспонаты музея.
Недалеко от села на базе маральего питомника есть база отдыха «Лесная сказка», несколько гостевых домиков на берегу реки Ануй в живописном месте, недалеко от леса у подножия горы Острушка.
В полутора километрах от Топольного стоит заброшенный яблоневый сад (когда-то колхозный). Он по-прежнему каждый год дает урожай, который собирают местные жители.

### Памятники
На сельском кладбище находится могила красногвардейцев-суховцев, погибших в ходе боев в августе 1918 года. Обелиск и постамент изготовлены из бетона ..